# Persephonaster asper
Persephonaster asper är en sjöstjärneart som beskrevs av Shoji Goto 1914. Persephonaster asper ingår i släktet Persephonaster och familjen kamsjöstjärnor. Inga underarter finns listade i Catalogue of Life.